# ليزا لوب
ليزا لوب (بالإنجليزية: Lisa Loeb)‏ هي مغنية وعازفة قيثارة ودي جيه وملحنة ومغنية مؤلفة وممثلة أمريكية، ولدت في 11 مارس 1968 في بيثيسدا في الولايات المتحدة.

## أعمال

### أفلام
- آلة الزمن الساخنة 2[8][9]
- ليلة الرعب[10]

### مسلسلات
- جايك وقراصنة أرض الأحلام
- دكتورة ماكستافنز
- فتاة النميمة

## وصلات خارجية
- الموقع الرسمي
- ليزا لوب على موقع IMDb (الإنجليزية)
- ليزا لوب على موقع ألو سيني (الفرنسية)
- ليزا لوب على موقع ميوزك برينز (الإنجليزية)
- ليزا لوب على موقع رولينغ ستون (الإنجليزية)
- ليزا لوب على موقع أول موفي (الإنجليزية)
- ليزا لوب على موقع قاعدة بيانات الأفلام السويدية (السويدية)
- ليزا لوب على موقع إن إن دي بي (الإنجليزية)
- ليزا لوب على موقع أول ميوزيك (الإنجليزية)
- ليزا لوب على موقع ديسكوغز (الإنجليزية)
- ليزا لوب على موقع قاعدة بيانات الفيلم (الإنجليزية)